# Milla Nordlund
Milla Nordlund, född den 26 december 1997, är en finländsk innebandysspelare som spelar för svenska SSL-laget Endre IF och finländska damlandslaget.
Milla Nordlund har med det finländska landslaget tagit VM-silver år 2023 och guld i World Games år 2025.